# Chodovský potok
Chodovský potok pramení v Krušných horách u obce Jindřichovice, stéká údolími do Vřesové, protéká Chodovem a několika dalšími menšími obcemi. Ústí do Ohře v Karlových Varech pod Tuhnickým jezem. Délka toku měří 22,7 km.
Plocha jeho povodí činí 91,9 km².

## Přítoky
- Přeložka podkrušnohorských potoků.[3] (Vřesová)
- Tatrovický potok (Chodov)
- Vintířovský potok (Chodov)
- Vlčí potok

a další bezejmenné vodoteče

## Objekty na toku
- Ve Vřesové je retenční nádrž, kde se pro potřeby zdejšího průmyslového komplexu odebírá voda do čerpací stanice. Na přítoku do této retenční nádrže je u oplocení průmyslového komplexu Vřesová malá vodní elektrárna s Bánkiho turbinou.
- Za osadou Stará Chodovská zleva přibírá Tatrovický potok a obtéká betonovým žlabem dočišťovací nádrž vod průmyslového komplexu Vřesová.
- Městem Chodov protéká v kamenném korytu a u polikliniky zprava přibírá Vintířovký potok.
- Za obcí Mírová meandrue a vytváří malé mokřady zleva přibírá Vlčí potok.
- Mezi obcí Jenišov a Počerny je na toku starý vodní mlýn nyní s rekonstruovaným náhonem.